# Papa Benedetto III
Benedetto III (Roma, 810 circa – Roma, 17 aprile 858) è stato il 104º papa della Chiesa cattolica dal luglio 855 fino alla sua morte.

## Biografia
Benedetto, figlio di Pietro, godeva di stima per la sua pietà e per la sua sapienza fin dalla giovinezza, quando era chierico della Basilica di San Giovanni in Laterano. Nominato da Gregorio IV suddiacono, fu talmente considerato da parte di Leone IV da essere nominato cardinale presbitero del titolo Santa Maria in Callisto

### Deposizione dell'antipapa Anastasio
Lo stesso giorno della morte di Leone IV (il 17 luglio), il popolo di Roma elesse prima Adriano (il futuro Adriano II) e, dopo il rifiuto di questi, Benedetto. Invece una fazione nobiliare gli preferì Anastasio il Bibliotecario, cardinale già deposto da Leone IV. Anche i messaggeri incaricati di avvisare l'imperatore Ludovico dell'elezione di Benedetto al soglio pontificio, incontrato ad Orte il vescovo di Gubbio Arsenio, si professarono per Anastasio (nipote di Arsenio), disconoscendo ciò che era stato deciso precedentemente. Ludovico inviò a Roma due suoi delegati, i conti Bernardo e Adalberto, affinché ripianassero la questione. Benedetto, a sua volta, inviò due legati per accoglierli. Ma Anastasio lo anticipò: giunse per primo a Orte e, facendo leva sulla propria eloquenza, convinse Bernardo e Adalberto ad unirsi alla sua fazione. Da qui, tra il 19 e il 20 settembre, i congiurati, dopo aver catturato i legati pontifici, attaccarono Roma, irrompendo nella Città Leonina. Il 21 Anastasio entrava con la violenza in San Pietro. Lo stesso 21 settembre papa Benedetto, insediato sul trono nel Palazzo del Laterano vestito con gli abiti cerimoniali, fu svestito dal vescovo di Bagnoregio e messo sotto sorveglianza per ordine dello stesso Anastasio.
Il trattamento riservato al legittimo pontefice suscitò vasta indignazione nel clero e nel popolo, il quale si ritirò sul colle Celio e diede inizio alla riscossa della cittadinanza contro l'usurpatore. Nel tentativo di rimettere ordine in una città pienamente in tumulto, i legati imperiali convocarono per il 25 settembre un'assemblea generale in Laterano. Schieratosi tutto il popolo a favore di Benedetto, i legati imperiali non poterono fare altro che riconoscere quest'ultimo come legittimo pontefice; abbandonato Anastasio, acconsentirono all'elezione di Benedetto il 29 settembre.

### Pontificato

#### Governo della Chiesa
Quello stesso giorno, Benedetto poté finalmente essere consacrato pontefice in San Pietro, dando inizio a un pontificato senza eventi memorabili ma pieno di dignità religiosa. Difatti, il Papa non procedette in modo estremamente severo contro Anastasio, riducendolo soltanto allo stato laicale ed "esiliandolo" in un monastero romano. Attento e scrupoloso nei confronti della liturgia, si dimostrò prodigo nei confronti degli arredi sacri. Di questo papa, che si mantenne estremamente rigoroso nei confronti di Costantinopoli, sappiamo della sua rigida condotta nei confronti dell'abito morale di importanti chierici e laici, minacciando di scomunica il prete Hukbert per le violazioni da lui compiute nei confronti di alcune abbazie, e deplorando l'adultera Engeltrude.

#### Governo dell'Urbe
Benedetto compì numerosi interventi edilizi in Roma. Convinse il re del Wessex Etelwulfo, pellegrino a Roma con il figlio Alfredo durante il primo anno di pontificato di Benedetto, a completare i lavori di riparazione della Schola sassone, presso la chiesa di Santo Spirito in Sassia e a effettuare sontuose donazioni alle chiese di Roma. Fece inoltre restaurare il battistero della Basilica di Santa Maria Maggiore e ricostruire completamente il cimitero di San Marco. Durante il suo pontificato si ebbero numerosi straripamenti del Tevere, che provocarono danni piuttosto consistenti. Lo stesso pontefice si adoperò per organizzare i lavori di riparazione.

### Lettere
Di questo papa si è conservata una copiosa corrispondenza: mantenne contatti con il potente arcivescovo di Reims Incmaro, e di tutto il resto dell'episcopato francese sottomesso a Carlo il Calvo.
Leggenda
Secondo una leggenda, avvolta nel mistero ma per lo più considerata un’invenzione dei protestanti in chiave anti-romana, in realtà il Pontefice avrebbe governato per molto meno tempo, solo per un anno, ovvero dall’857 all’858. Infatti pare che sia stato il successore della leggendaria Papessa Giovanna, unica pontefice donna della storia, la quale, dopo essere stata scoperta nell’857 durante una processione, fu cancellata dai registri papali e il suo successore venne registrato come pontefice già dall’855, ovvero l’anno in cui la Pontefice Giovanna sarebbe salita al trono papale. Tuttavia, questa rimane una leggenda di dubbia attendibilità.

### Morte
Benedetto III morì, ormai al sicuro sul trono pontificio, il 7 o l'8 (se non addirittura il 17) aprile dell'858. I suoi resti trovarono luogo in San Pietro:
(Bertolini)

## Genealogia episcopale
La genealogia episcopale è:
- Cardinale Megisto di Ostia
- Papa Benedetto III